# کانینگهام (ویرجینیای غربی)
کانینگهام (به انگلیسی: Cunningham) یک منطقهٔ مسکونی در ایالات متحده آمریکا است که در شهرستان هاردی، ویرجینیای غربی واقع شده‌است.